# Lista de gols de falta de Lionel Messi em partidas oficiais

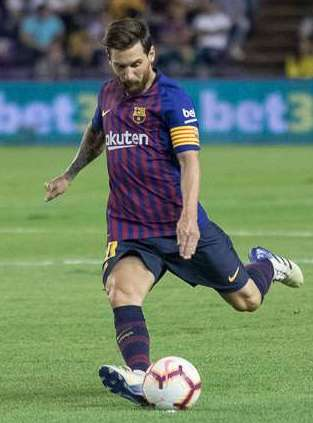
Lionel Messi cobrando falta contra o Real Valladolid, 2018.

Esta é uma lista de gols de falta de Lionel Messi em partidas oficiais. Desde que estreou em 2004, Messi marcou sessenta e nove gols de falta oficiais durante sua carreira profissional.
Messi se tornou o maior artilheiro em cobranças de falta da atualidade após seu gol contra o Chile na Copa América de 2021 (57.º), feito que o levou a ultrapassar Cristiano Ronaldo como o jogador com mais gols de tiro livre (free kicks) em atividade. Nos acréscimos de sua estreia pelo Club Inter Miami, em partida válida pela Copa das Ligas contra o Cruz Azul, Messi ultrapassou Diego Maradona em gols de falta. Em 2025, durante uma partida contra o Philadelphia Union, Messi se tornou o argentino com o maior número de gols de tiro livre na história, superando a marca de 66 gols de Antonio Legrotaglie. Atualmente, algumas contagens apontam Messi na terceira colocação e outras na quinta colocação entre os jogadores com mais gols de falta oficiais na história do futebol, superando lendas como David Beckham e Ronaldinho Gaúcho.

## Estilo de cobrança
Durante a passagem de Lionel Messi pela Seleção Argentina na Copa América de 2016, o camisa 10 deu detalhes sobre seu estilo de cobrança de falta.
| “ | Sempre fico com as mãos sobre os cadarços como se estivesse amarrando, mas nunca olho para eles, pois mantenho os olhos na barreira, observando o goleiro por entre as pernas dos jogadores. Uma vez que vejo que o goleiro não vai se mexer mais, aí decido onde vou bater | ” |

No mesmo ano, no dia seguinte a ter ajudado o Barcelona a se aproximar do título da La Liga com uma impressionante vitória por 5 a 0 sobre o Espanyol, Lionel Messi concedeu uma entrevista revelando mais detalhes.
| “ | Para ser sincero, gosto de bater a bola por cima da barreira dos jogadores, mas de vez em quando gosto de misturar um pouco as coisas para que o guarda-redes não saiba para onde vou e quero mantê-lo confuso até eu chutar. Acho que por isso gosto de deixar o goleiro em dúvida. | ” |

Em 1º de maio de 2019, Lionel Messi proporcionou ao mundo do futebol um momento de pura magia ao marcar um gol de falta incrível contra o Liverpool na partida de ida das semifinais da Liga dos Campeões da UEFA. Esse gol ficou marcado na memória de todos os fãs de futebol como um dos momentos mais espetaculares da carreira de Messi, sendo eleito o gol da temporada 2018–19 pela UEFA.
Jürgen Klopp, o então treinador do time inglês, elogiou Messi após o jogo e admitiu que era quase impossível defender o tiro livre.
| “ | Você não pode defendê-lo. Foi uma obra de arte de um jogador classe mundial. | ” |

## Lista de gols de falta oficiais
Atualizado em 13 de julho de 2025
| Gol | Data       | Time        | Resultado | Adversário          | Competição             | Ref    |
| --- | ---------- | ----------- | --------- | ------------------- | ---------------------- | ------ |
| 1   | 04/10/2008 | Barcelona   | 6–1       | Atlético de Madrid  | La Liga                | [ 15 ] |
| 2   | 09/12/2009 | Barcelona   | 2–1       | Dínamo de Kiev      | UCL                    | [ 16 ] |
| 3   | 06/03/2010 | Barcelona   | 2–2       | Almería             | La Liga                | [ 17 ] |
| 4   | 08/01/2011 | Barcelona   | 4–0       | Deportivo La Coruña | La Liga                | [ 18 ] |
| 5   | 26/02/2012 | Barcelona   | 2–1       | Atlético de Madrid  | La Liga                | [ 19 ] |
| 6   | 24/03/2012 | Barcelona   | 2–0       | Maiorca             | La Liga                | [ 20 ] |
| 7   | 05/05/2012 | Barcelona   | 4–0       | Espanyol            | La Liga                | [ 21 ] |
| 8   | 29/08/2012 | Barcelona   | 1–2       | Real Madrid         | Supercopa da Espanha   | [ 22 ] |
| 9   | 08/09/2012 | Argentina   | 3–1       | Paraguai            | Eliminatórias          | [ 23 ] |
| 10  | 07/10/2012 | Barcelona   | 2–2       | Real Madrid         | La Liga                | [ 24 ] |
| 11  | 13/10/2012 | Argentina   | 3–0       | Uruguai             | Eliminatórias          | [ 25 ] |
| 12  | 16/02/2013 | Barcelona   | 2–1       | Granada             | La Liga                | [ 26 ] |
| 13  | 05/05/2013 | Barcelona   | 4–2       | Real Betis          | La Liga                | [ 27 ] |
| 14  | 18/09/2013 | Barcelona   | 4–0       | Ajax                | UCL                    | [ 28 ] |
| 15  | 02/03/2014 | Barcelona   | 4–1       | Almería             | La Liga                | [ 29 ] |
| 16  | 20/04/2014 | Barcelona   | 2–1       | Athletic Club       | La Liga                | [ 30 ] |
| 17  | 25/06/2014 | Argentina   | 3–2       | Nigéria             | Copa do Mundo FIFA     | [ 31 ] |
| 18  | 22/11/2014 | Barcelona   | 5–1       | Sevilla             | La Liga                | [ 32 ] |
| 19  | 08/02/2015 | Barcelona   | 5–2       | Athletic Club       | La Liga                | [ 33 ] |
| 20  | 11/08/2015 | Barcelona   | 5–4       | Sevilla             | Supercopa UEFA         | [ 34 ] |
| 21  | 11/08/2015 | Barcelona   | 5–4       | Sevilla             | Supercopa UEFA         | [ 34 ] |
| 22  | 12/12/2015 | Barcelona   | 2–2       | Deportivo La Coruña | La Liga                | [ 35 ] |
| 23  | 06/01/2016 | Barcelona   | 4–1       | Espanyol            | Copa del Rey           | [ 36 ] |
| 24  | 14/02/2016 | Barcelona   | 6–1       | Celta de Vigo       | La Liga                | [ 37 ] |
| 25  | 28/02/2016 | Barcelona   | 2–1       | Sevilla             | La Liga                | [ 38 ] |
| 26  | 08/05/2016 | Barcelona   | 5–0       | Espanyol            | La Liga                | [ 39 ] |
| 27  | 10/06/2016 | Argentina   | 5–0       | Panamá              | Copa América           | [ 40 ] |
| 28  | 21/06/2016 | Argentina   | 4–0       | Estados Unidos      | Copa América           | [ 41 ] |
| 29  | 15/11/2016 | Argentina   | 3–0       | Colômbia            | Eliminatórias          | [ 42 ] |
| 30  | 05/01/2017 | Barcelona   | 1–2       | Athletic Club       | Copa del Rey           | [ 43 ] |
| 31  | 08/01/2017 | Barcelona   | 1–1       | Villareal           | La Liga                | [ 44 ] |
| 32  | 11/01/2017 | Barcelona   | 3–1       | Athletic Club       | Copa del Rey           | [ 45 ] |
| 33  | 04/02/2017 | Barcelona   | 3–0       | Athletic Club       | La Liga                | [ 46 ] |
| 34  | 18/10/2017 | Barcelona   | 3–1       | Olympiacos          | UCL                    | [ 47 ] |
| 35  | 14/01/2018 | Barcelona   | 4–2       | Real Sociedad       | La Liga                | [ 48 ] |
| 36  | 28/01/2018 | Barcelona   | 2–1       | Alavés              | La Liga                | [ 49 ] |
| 37  | 24/02/2018 | Barcelona   | 6–1       | Girona              | La Liga                | [ 50 ] |
| 38  | 01/03/2018 | Barcelona   | 1–1       | Las Palmas          | La Liga                | [ 51 ] |
| 39  | 04/03/2018 | Barcelona   | 1–0       | Atlético de Madrid  | La Liga                | [ 52 ] |
| 40  | 07/04/2018 | Barcelona   | 3–1       | Leganés             | La Liga                | [ 53 ] |
| 41  | 18/08/2018 | Barcelona   | 3–0       | Alavés              | La Liga                | [ 54 ] |
| 42  | 18/09/2018 | Barcelona   | 4–0       | PSV                 | UCL                    | [ 55 ] |
| 43  | 08/12/2018 | Barcelona   | 4–0       | Espanyol            | La Liga                | [ 56 ] |
| 44  | 08/12/2018 | Barcelona   | 4–0       | Espanyol            | La Liga                | [ 56 ] |
| 45  | 17/03/2019 | Barcelona   | 4–1       | Real Betis          | La Liga                | [ 57 ] |
| 46  | 30/03/2019 | Barcelona   | 2–0       | Espanyol            | La Liga                | [ 58 ] |
| 47  | 02/04/2019 | Barcelona   | 4–4       | Villareal           | La Liga                | [ 59 ] |
| 48  | 01/05/2019 | Barcelona   | 3–0       | Liverpool           | UCL                    | [ 60 ] |
| 49  | 06/10/2019 | Barcelona   | 4–0       | Sevilla             | La Liga                | [ 61 ] |
| 50  | 29/10/2019 | Barcelona   | 5–1       | Real Valladolid     | La Liga                | [ 62 ] |
| 51  | 09/11/2019 | Barcelona   | 4–1       | Celta de Vigo       | La Liga                | [ 63 ] |
| 52  | 09/11/2019 | Barcelona   | 4–1       | Celta de Vigo       | La Liga                | [ 63 ] |
| 53  | 16/07/2020 | Barcelona   | 1–2       | Osasuna             | La Liga                | [ 64 ] |
| 54  | 09/01/2021 | Barcelona   | 4–0       | Granada             | La Liga                | [ 65 ] |
| 55  | 31/01/2021 | Barcelona   | 2–1       | Athletic Club       | La Liga                | [ 66 ] |
| 56  | 02/05/2021 | Barcelona   | 3–2       | Valencia            | La Liga                | [ 67 ] |
| 57  | 14/06/2021 | Argentina   | 1–1       | Chile               | Copa América           | [ 68 ] |
| 58  | 03/07/2021 | Argentina   | 3–0       | Equador             | Copa América           | [ 69 ] |
| 59  | 28/09/2022 | Argentina   | 3–0       | Jamaica             | Amistoso               | [ 70 ] |
| 60  | 01/10/2022 | PSG         | 2–1       | Nice                | Ligue 1                | [ 71 ] |
| 61  | 19/02/2023 | PSG         | 4–3       | LOSC Lille          | Ligue 1                | [ 72 ] |
| 62  | 23/03/2023 | Argentina   | 2–0       | Panamá              | Amistoso               | [ 73 ] |
| 63  | 21/07/2023 | Inter Miami | 2–1       | Cruz Azul           | Copa das Ligas         | [ 74 ] |
| 64  | 06/08/2023 | Inter Miami | 4–4       | FC Dallas           | Copa das Ligas         | [ 75 ] |
| 65  | 07/09/2023 | Argentina   | 1–0       | Equador             | Eliminatórias          | [ 76 ] |
| 66  | 02/10/2024 | Inter Miami | 3–2       | Columbus Crew       | MLS                    | [ 77 ] |
| 67  | 24/05/2025 | Inter Miami | 3–3       | Philadelphia Union  | MLS                    | [ 78 ] |
| 68  | 19/06/2025 | Inter Miami | 2–1       | FC Porto            | Mundial de Clubes FIFA | [ 79 ] |
| 69  | 12/07/2025 | Inter Miami | 2–1       | Nashville SC        | MLS                    | [ 80 ] |

## Estatísticas

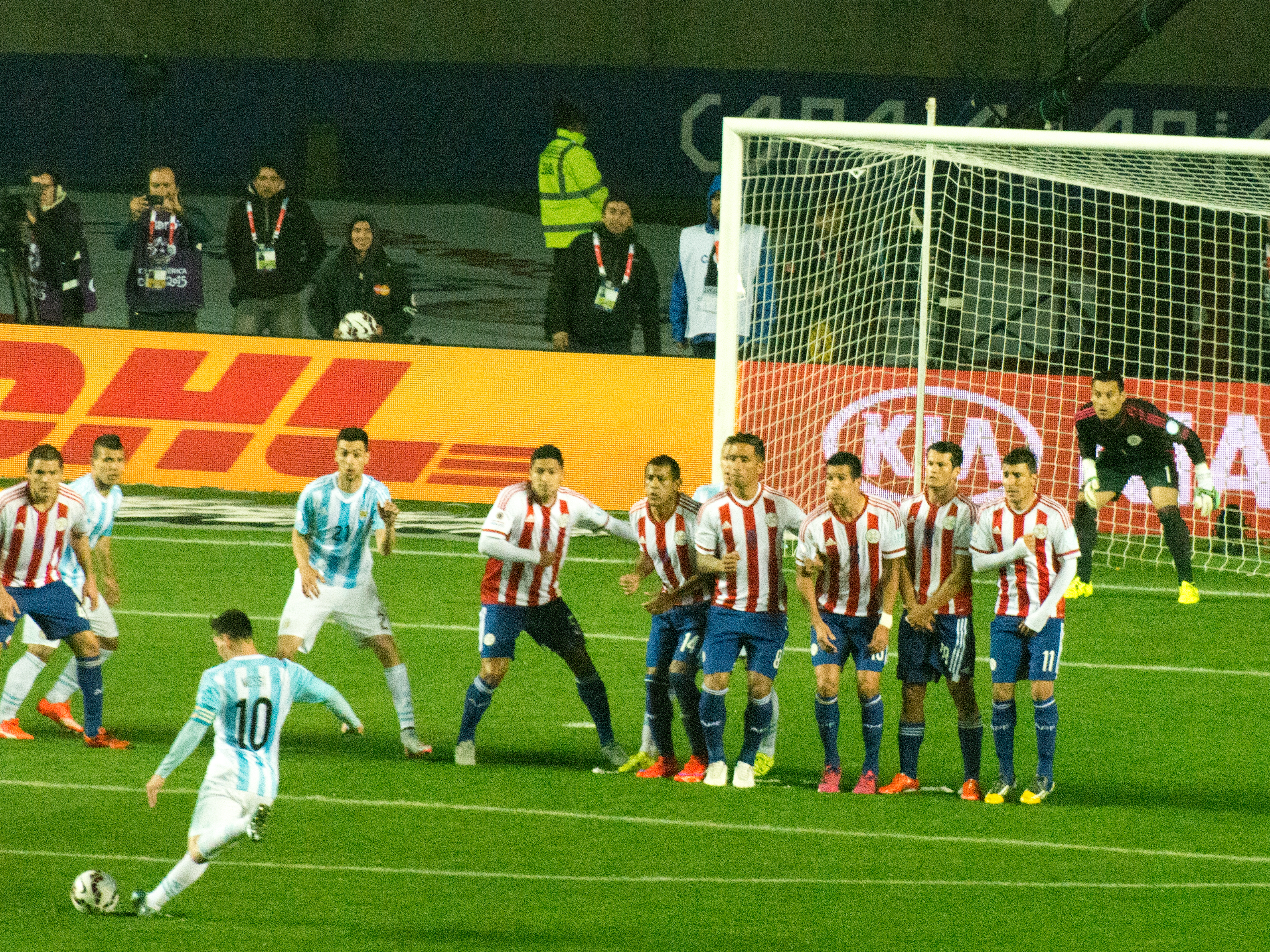
Messi cobrando falta contra a Seleção Paraguaia na Copa América de 2015.

| Gols por ano | Gols por ano | Maiores vítimas     | Maiores vítimas | Gols por clube | Gols por clube |
| Ano          | Gols         | Adversário          | Gols            | Clube          | Gols           |
| ------------ | ------------ | ------------------- | --------------- | -------------- | -------------- |
| 2008         | 1            | Espanyol            | 6               | Barcelona      | 50             |
| 2009         | 1            | Athletic Club       | 6               | Argentina      | 11             |
| 2010         | 1            | Sevilla             | 5               | Inter Miami    | 6              |
| 2011         | 1            | Atlético de Madrid  | 3               | PSG            | 2              |
| 2012         | 7            | Celta de Vigo       | 3               |                |                |
| 2013         | 3            | Real Betis          | 2               |                |                |
| 2014         | 4            | Panamá              | 2               |                |                |
| 2015         | 4            | Equador             | 2               |                |                |
| 2016         | 7            | Granada             | 2               |                |                |
| 2017         | 5            | Alavés              | 2               |                |                |
| 2018         | 10           | Real Madrid         | 2               |                |                |
| 2019         | 8            | Deportivo La Coruña | 2               |                |                |
| 2020         | 1            | Alméria             | 2               |                |                |
| 2021         | 5            | Villareal           | 2               |                |                |
| 2022         | 2            | Liverpool           | 1               |                |                |
| 2023         | 5            | Chile               | 1               |                |                |
| 2024         | 1            | Uruguai             | 1               |                |                |
| 2025         | 3            | Ajax                | 1               |                |                |
| Total        | Total        | Total               | Total           | 69             | 69             |